# Барлакский сельсовет
Барлакский сельсовет — сельское поселение в Мошковском районе Новосибирской области Российской Федерации.
Административный центр — посёлок Октябрьский.

## История
До 2 июля 1931 года Барлакский сельсовет входил в Новосибирский район, затем в Алексеевский. 10 марта 1933 года Алексеевский район был переименован в Мошковский район.
В 1930 годах к Барлакскому сельсовету относились село Барлак и Новая Каменка.
В 1955 году Локтинский сельсовет был упразднён и населённые пункты п. Васильевка, п. Джамбульский, с. Локти отошли к Барлакскому сельсовету. В 1955 году был упразднён Каменский сельсовет и п. Мочище, п. Ленинский, о. п. Барлак, п. Октябрьский, с. Качимовка, п. Алексеевка отошли к Барлакскому сельсовету.
В 1958 году присоединён п. Ново-Никольск.
В 1963 году Мошковский район был упразднён и Барлакский сельсовет отошел к Новосибирскосельскому району.
31 марта 1971 года Мошковский район был вновь образован и Барлакский сельсовет включен в Мошковский район.
Статус и границы сельского поселения установлены Законом Новосибирской области от 2 июня 2004 года № 200-ОЗ «О статусе и границах муниципальных образований Новосибирской области»

## Население
| 2002  | 2010  | 2012  | 2013  | 2014  | 2015  | 2016  | 2017  | 2018  |
| ----- | ----- | ----- | ----- | ----- | ----- | ----- | ----- | ----- |
| 2193  | ↗2443 | ↗2596 | ↗2694 | ↗2747 | ↗2870 | ↗3394 | ↗3886 | ↗4305 |
| 2019  | 2020  | 2021  |       |       |       |       |       |       |
| ↗4492 | ↗4700 | ↗8036 |       |       |       |       |       |       |

## Состав сельского поселения
| № | Населённый пункт | Тип населённого пункта          | Население |
| - | ---------------- | ------------------------------- | --------- |
| 1 | Барлак           | населённый пункт                | ↗49       |
| 2 | Барлак           | село                            | ↘387      |
| 3 | Локти            | село                            | ↗247      |
| 4 | Октябрьский      | посёлок, административный центр | ↗7448     |